# Lustgården (film, 1925)
 Lustgården (engelska: The Pleasure Garden) är en brittisk stum dramafilm från 1925 i regi av Alfred Hitchcock. Filmen var Hitchcocks regidebut. Manuset är baserat på Oliver Sandys roman The Pleasure Garden och handlar om två körflickor på Pleasure Garden Theatre i London och deras struliga relationer.
Hitchcock beskrev filmningsprocessen så här:
| ”                          | Michael Balcon, som hade kommit på idén att "importera" amerikanska stjärnor långt före någon annan, hade anlitat Virginia Valli för huvudrollen. Hon var på höjden av sin karriär då – glamorös, känd och mycket populär. Att hon överhuvudtaget skulle komma till Europa för att göra en film var något av en händelse. | „ |
| – Hitchcock, Alfred, källa | |   |

## Rollista
- Virginia Valli - Patsy Brand
- Carmelita Geraghty - Jill Cheyne
- Miles Mander - Levet
- John Stuart - Hugh Fielding
- Ferdinand Martini - Mr. Sidey
- Florence Helminger - Mrs. Sidey
- Georg H. Schnell - Oscar Hamilton
- Karl Falkenberg - Prins Ivan
- Lewis Brody